# معارضة تنظيمية
المعارضة التنظيمية هي التعبير عن خلاف أو آراء متناقضة حول الممارسات والسياسات التنظيمية “. وبما أن المعارضة تتضمن الخلاف، فيمكنها أن تؤدي إلى الصراع، والذي إذا لم يتم حله، يمكن أن يؤدي إلى العنف والمزيد من الصراع. ونتيجة لذلك، تُرسل العديد من المنظمات رسالة – شفهية أو غير شفهية – مفادها أنها لا تُشجع المعارضة. ومع ذلك، أظهرت الدراسات الحديثة أن المعارضة تعمل بمثابة قوة مراقبة هامة داخل المنظمات. ويمكن أن تكون المعارضة علامة تحذير تعبر عن استياء الموظفين أو الانهيار التنظيمي. وقد وجد ريدنج (1985) أن قبول المعارضة يسمح بـالتغذية الراجعة التصحيحية لمراقبة السلوكغير الأخلاقي والفاسد والممارسات التنظيمية غير العملية وغير الفعالة واتخاذ القرار بشكل سيئ وغير مؤات وعدم الاكتراث لاحتياجات مكان عمل الموظفين ورغباتهم. وعلاوة على ذلك، يجادل إيليرمان أن التكاليف الخفية لإسكات المعارضة تتضمن ما يلي: الوقت الفاقد والضائع، وانخفاض جودة اتخاذ القرار، وتكاليف المشاعر والعلاقة، وانخفاض الدافع الوظيفي. وقد وجد بيرلو (2003) أن استياء الموظف يمكن أن يؤدي إلى انخفاض في الإنتاجية والإبداع مما يمكن أن يؤدي إلى فقد المنظمة للـمال والوقت والموارد.

## أنواع المعارضة
هناك ثلاثة أنواع من المعارضة: لفظية وكامنة واستبدالية (كاسينج، 1998).

### لفظية
تتضمن التعبير عن المعارضة علنًا وبوضوح بطريقة بناءة لأعضاء منظمة يمكنهم أن يؤثروا بشكل فعال في تعديل المنظمة. وقد يشمل ذلك، المشرفين والإدارة وموظفي الشركة.

### كامنة
يلجأ من خلالها الموظفون إلى التعبير عن معارضتهم إما لزملائهم أو جمهور آخر غير فعال داخل المنظمة. ويوظف الموظفون هذا الطريق عندما يرغبون في التعبير عن آرائهم لكنهم يفتقرون إلى السُبل التي يمكنهم من خلالها التعبير عن أنفسهم بشكل فعال.

### استبدالية
تتضمن التعبير عن المعارضة للجمهور الخارجي، مثل الأسرة والأصدقاء بدلاً من وسائل الإعلام أو المصادر السياسية التي يسعى إليها المبلغون عن المخالفات.

## العوامل المؤثرة في التعبير عن المعارضة
يقول كاسينج أن هناك ثلاثة عوامل تؤثر على أي إستراتيجية معارضة سيُقرر الموظف استخدامها:
1. الفردية
2. العلائقية
3. التنظيمية

### التأثيرات الفردية
تهتم التأثيرات الفردية بالصفات التي يجلبها الموظفون إلى المنظمة والتوقعات التي اكتسبوها والسلوكيات التي يسنوها داخل المنظمات.

### الخيار الأفضل لتجنب الصراع
يدعي روبرتو (2005) أن الموظفين قد يفضلون تجنب الصراع. ولذلك، يجدون أن المواجهة في الإطار العام مواجهة غير مريحة. كما يُعد شعور الفرد بالعجر والإحساس بالصواب والخطأ من العوامل المساهمة في ذلك (كاسينج وأفتجيز، 1999)

### العدوانية الشفهية والجدلية
أثبت كاسينج وأفتجيز (1999) أن العدوانية الشفهية للفرد والجدلية تؤثران على الطريقة التي سيستخدمها الفرد في التعبير عن المعارضة. وتتضمن العدوانية الشفهية الهجوم على مفهوم الذات لشخص آخر. وقد يتضمن ذلك الهجوم على شخصية والهجوم على كفاءة والسخرية والتهديدات. أما الجدلية، من ناحية أخرى، تحدث عندما يتجادل الفرد بشأن القضايا المثيرة للجدل.
سيختار الأفراد إستراتيجيتهم للتعبير عن المعارضة بناءً على قوة حججهم. وقد وجد كاسينج وأفتجيز (1999) أن الفرد الذي يكون أكثر جدلية وأقل عدوانية شفهية هو من يميل إلى استخدام المعارضة اللفظية. ومن ناحية أخرى، يلجأ الفرد الذي يفتقر إلى المهارات الجدلية إلى استخدام إستراتيجية أقل صراحة وأكثر عدوانية، وهي المعارضة الكامنة.

### العمل موضع السيطرة
يمكن أن يكون العمل موضع السيطرة من التأثيرات المساهمة أيضًا. فالفرد الذي لديه اتجاه داخلي لموضع السيطرة يعتقد أنه يمتلك السيطرة على قدره. ويشعر بأن الطريقة الوحيدة لإحداث النتيجة المرجوة هي العمل. ويثبت الأفراد الذين يرون أن حياتهم تسيطر عليها قوى خارجية أن لديهم موضع خارجي للسيطرة (روبنز، 2005). وقد أثبتت دراسة كاسينج (2001) أن الموظفين الذين لديهم موضع داخلي للسيطرة استخدموا المعارضة اللفظية في حين أن الموظف الذي لديه موضعًا خارجيًا للسيطرة يفضل استخدام المعارضة الكامنة.

### التأثيرات العلائقية
تشمل التأثيرات العلائقية أنواع وصفات العلاقات التي يحافظ عليها الناس داخل منظمتهم.
علاقة الموظف

يعمل الموظفون على تطوير علاقات مختلفة داخل المنظمات والحفاظ عليها. ويمكن لهذه العلاقات أن تؤثر على الاختيارات التي يقوم بها الموظفون بشأن التعبير عن المعارضة. ويمكن أن يشعر الموظفون بعدم الراحة في التعبير عن آرائهم المخالفة في وجود الآخرين لأنهم يشعرون أن أفضل طريقة للحفاظ على العلاقات بين الناس تكمن في الصمت. كما تُشكل المجموعات المتجانسة ضغطًا على الأفراد من أجل الامتثال. ولأن كثيرًا من الناس يخشون من الحرج أمام أقرانهم، فيمكنهم بسهولة الركون إلى الاتفاق الجماعي في الرأي (روبرتو، 2005).
علاقة الرئيس والمرؤوس

إن علاقة الرئيس والمرؤوس عامل علائقي مهم، فالموظفون الذين يدركون أن لديهم علاقة ذات جودة أعلى مع مشرفيهم هم من يستخدمون غالبًا المعارضة اللفظية. لأنهم يشعرون أن مشرفيهم يحترمون آراءهم وأن لديهم تأثيرًا متبادلاً وإقناع بشأن نتائج القرارات التنظيمية. وعلى العكس، يلجأ الموظفون الذي يدركون أن علاقتهم مع مشرفيهم غير جيدة إلى استخدام المعارضة الكامنة. فهم يشعرون بأن ليس هناك مجال للتعبير عن آرائهم (كاسينج، 2000).
تساهم الإدارة التي تُشكل استخدام المعارضة اللفظية في استخدام المعارضة اللفظية بين موظفيها (كاسينج وأفتجيز، 1999). وقد يكون المرؤوسون الذين يشهدون المعارضة اللفظية الناجحة لمشرفيهم أكثر ميلاً واستعدادًا لتبني إستراتيجيات مماثلة. ومع ذلك، يجب أن يضع المشرف في اعتباره أن التعبير عن المعارضة يمكن أن يكون صعبًا جدًا وغير مريح بالنسبة للمديرين والموظفين الأقل درجة. ولذلك، لا ينبغي أن يتخذ المشرفون إجراءات فقط لتشجيع المعارضة، بل يجب أن يكونوا على استعداد للبحث عن الأفراد المستعدين لقول «لا» لهم (روبرتو، 2005).

### التأثيرات التنظيمية
تهتم التأثيرات التنظيمية بكيفية اتصال المنظمات بموظفيها.

#### المعايير التنظيمية
بمجرد أن ينضم الموظف إلى إحدى المنظمات، فإنه يتعلم معايير المنظمة فقط من خلال الاستيعاب. ويقول بيرلو (2003) أن وضع المنظمات «قيمة عالية على كونك مهذبًا وتتجنب المواجهة» يمكن أن يجعل الموظفين يشعرون بعدم الراحة في التعبير عن اختلافاتهم. فيمكن للموظفين إجراء تقيييمات حول الدوافع والقيود عندما يعارضهم الآخرون ويستخدمون هذه المعرفة لإبلاغ قراراتهم الخاصة بهم بشأن متى وكيف يتم استخدام المعارضة (كاسينج، 2001). وعلاوة على ذلك، يتم قبول بعض الافتراضات المشتركة دون تشكيك. على سبيل المثال، سيذعن الموظفون إلى رأي الخبير (روبرتو، 2005).

#### الهوية التنظيمية
تمتلك الهوية التنظيمية وحرية التعبير في مكان العمل تأثيرًا على اختيار الفرد في التعبير عن المعارضة (كاسينج، 2000). فإذا كان الفرد يحدد نفسه على أن له قيمة كبيرة داخل المنظمة، فهو الأكثر ميلاً إلى استخدام إستراتيجية المعارضة التي تعكس قيم المنظمة. وإذا أثبتت المنظمة أنها تقدر المعارضة وتُشجع حرية التعبير في مكان العمل، فسيبرهن الموظف ذو القيمة الكبيرة تعبيره عن المعارضة.

#### المجاهرة
إن المنظمة التي تحد من فرص الموظفين في التعبير عن آرائهم وتثبت التوقعات المتناقضة وتعطي الانطباع بأن المجاهرة بالرأي غير محبذة، ستقود الموظفين إلى اختيار إستراتيجيات المعارضة الكامنة (كاسينج وأفتجيز، 1999).

## تصورات المعارضين في المنظمات
يمكن استخدام تصورات (إدراكات حسية) المشرفين وزملاء العمل لتحديد خيار الفرد لإستراتيجية المعارضة بشكل أكبر. وسينتبه الموظفون للـمعارضين الآخرين وعواقب أفعالهم وسيستخدمون هذه المعلومات لصقل «شعورهم بالتسامح في المنظمة تجاه المعارضة من أجل تحديد القضايا التي تستحق المعارضة والإبلاغ بخياراتهم المستقبلية الخاصة بإستراتيجية المعارضة» (كاسينج، 2001).
وجد كاسينج (2001) أنه كان يُنظر إلى المعارضين معارضة لفظية وكامنة بشكل مختلف. حيث يرى الناس أن المعارضين معارضة لفظية أكثر رضا وأكثر التزامًا ويمتلكون علاقات جيدة مع مشرفيهم، ويُنظر إليهم على أنهم موظفون يعتقدون أن لهم تأثيرًا داخل منظماتهم أكبر من تأثير المعارضين معارضة كامنة. وعلاوة على ذلك، كان يُنظر إلى المعارضين معارضة لفظية، مقارنة بالمعارضين معارضة كامنة، على أنهم أقل عدوانية شفهيًا.

## الأحداث المثيرة
تبدأ المعارضة التنظيمية بحدث مثير، وهذا الحدث المثير هو من يدفع الأفراد إلى التعبير عن أنفسهم وتبادل آرائهم بشأن الممارسات أو السياسة التنظيمية. وسيضع الفرد في اعتباره مسألة المعارضة ومن تهمه قبل اتخاذ قرار بشأن أي إستراتيجية معارضة سيستخدمها. وتختلف أنواع القضايا التي تقود الموظفين إلى المعارضة. وقد عبر غالبية الموظفين عن معارضتهم بسبب مقاومة التغيير التنظيميي. وتشمل العوامل الأخرى معاملة الموظفين وتكتيكات اتخاذ القرار وعدم الكفاءة والدور/المسؤولية والموارد والأخلاقيات وتقييمات الأداء ومنع الضرر (كاسينج، 2002).
وبالإضافة إلى الحدث الذي يثير المعارضة، يمكن أن يكون التركيز على القضايا متصلاً بكيفية تعبير أحد الأفراد عن معارضته. يعتقد كاسينج (2002) أن الأفراد قد يركزون على تحسين الأمور داخل المنظمة التي تؤثر عليهم (التي تركز على الذات) أو قد يركزون على رفاهية المنظمة بأسرها (التي تركز على الآخرين) أو قد يركزون على القضايا التي تهتم بزملائهم في العمل (محايدين).

### المعارضة اللفظية
سيستخدم الفرد المعارضة اللفظية التصاعدية ردًا على الأحداث الوظيفية التي تثير المعارضة والتي تركز على الآخرين. وتُعد المنظمات هي الأكثر جاذبية للمعارضة اللفظية التصاعدية عندما تتعلق بالجوانب الوظيفية. وهذا النوع من المعارضة يُعطي انطباعًا بأن المعارضين بناؤون ومهتمون بقضايا «المبدأ بدلاً من المنفعة الشخصية». كما يسمح للموظف بالإشارة إلى التزامه بـالأهداف التعاونية.

### المعارضة الكامنة
قد يعبر الأفراد أيضًا عن المعارضة الكامنة ردًا على الأحداث الوظيفية المثيرة للمعارضة والتي تركز على الآخرين. وهم يحددون استخدام المعارضة الكامنة بدلاً من اللفظية عندما يعتقدون أن الإدارة لا تتقبل معارضة الموظف. وهذا يشير إلى أن الأفراد سيستخدمون المعارضة إذا ما شعروا أن تلك القنوات ليست متاحة ولا يمكن الوصول إليها. كما تُستخدم المعارضة الكامنة في الأحداث الواقية المثيرة للمعارضة.

### المعارضة الاستبدالية
يستخدم الأفراد المعارضة الاستبدالية بسهولة بغض النظر عن التركيز أو الأحداث المثيرة لها. ويزود الجمهور الخارجي الأفراد ببديل منخفض المخاطرة للتعبير عن المعارضة. ومع ذلك، يُعد انهيار هذه المنظمات فقدانًا للتغذية الراجعة للموظف. وإذا عبر الموظف عن معارضته للغرباء، فلن تسمع المنظمة عنها وستفترض أنه توجد معارضة أقل داخل المنظمة. وعندما تفشل منظمة في معالجة المشاكل المحتملة، يمكن للموظفين حينئذ عرض المنظمة على أنها لا تشجع المعارضة وسيلجؤون إلى استخدام إما المعارضة الكامنة أو الاستبدالية في المستقبل.

## فوائد المعارضة التصاعدية
في عام 2002، وجدت أبحاث كاسينج أن المعارضة التصاعدية يمكن أن تكون مفيدة لكل من المنظمة والأفراد المشاركين بها.

### الفوائد التنظيمية
تعمل المعارضة التصاعدية بمثابة قوة مراقبة هامة وتسمح للمنظمة بتحديد المشاكل والقضايا قبل أن تصبح ضارة.

### فوائد الفرد
يبدو الموظفون الذين يعبرون عن المعارضة التصاعدية أكثر ارتياحًا ويمتلكون علاقات عمل أفضل ويحددون المشاكل مع منظمتهم.

## إستراتيجيات المعارضة التصاعدية
ليست جميع المنظمات مصممة للاعتراف بمعارضة الموظف والاستجابة لها. وعلاوة على ذلك، يعتبر الموظفون التعبير عن المعارضة التصاعدية بمثابة «اقتراح محفوف بالمخاطر». وفي العديد من الدراسات، وجد كاسينج (1997، 1998) أن الموظفين قرروا التعبير عن المعارضة من خلال الوضع في الاعتبار ما إذا كان سيتم النظر إليهم على أنهم معارضة بناءة أو معادية أم لا، وكذلك خطر الانتقام المرتبط بالمعارضة. وفي عام 2002، وجد كاسينج أنه بمجرد أن يقرر الفرد التعبير إستراتيجيًا عن المعارضة، فإنه يستخدم خمس فئات مختلفة: النداء الواقعي المباشر والتكرار] وتقديم (العرض التقديمي) الحلول والتحايل والتخلي عن التهديد.

### النداء الواقعي المباشر
عندما يستخدم الموظف معلومات واقعية مستمدة من الأدلة المادية ومعرفة السياسات والممارسات التنظيمية والخبرة العملية الشخصية، فإنه يستخدم إستراتيجية النداء الواقعي المباشر. وتُعد هذه الإستراتيجية نشطة وبناءة لأن الموظفين يسعون لجمع الأدلة وبناء افتراضاتهم على الحقائق والأدلة والخبرة المباشرة. ويتجنب الموظفون استخدام الإساءات اللفظية والبيانات غير المدعومة.

### إستراتيجية تقديم الحلول
تعتبر إستراتيجية تقديم الحلول إستراتيجية بناءة نشطة لأن الموظف سيقدم الحلول، مع وجود أدلة داعمة أو بدونها. وهذا يسمح للمشرف أن يكون متقبلاً للمعارضة التي تم التعبير عنها ويشير إلى الجهد الذي تم وضعه في حل المشكلة/القضية.

### التحايل
إذا شعر الموظف أن رؤساءه المباشرين لا يستجيبون للمعارضة، فيمكنه استخدام إستراتيجية التحايل. وهذا يستلزم اختيار الموظف معارضة جمهور أعلى في سلسلة المراتب التنظيمية. وإذا استخدم أحد الموظفين هذه الإستراتيجية قبل إعطاء مشرفه الفرصة للتعامل مع الموقف أولاً، فيمكن اعتبار هذه الإستراتيجية هدامة نشطة. ومع ذلك، عندما يتم استخدامها للتعبير عن المعارضة بشأن الممارسات غير الأخلاقية يتم اعتبارها إستراتيجية بنّاءة نشطة طالما كانت المعارضة قائمة على القضية.

### التخلي عن التهديد
يمكن رؤية التخلي عن التهديد كإستراتيجية بنّاءة نشطة وهدامة نشطة. وتشمل هذه الإستراتيجية تهديد الموظف بالاستقالة باعتبارها «شكلاً من أشكال النفوذ من أجل الحصول على استجابة وإجراء من المشرفين والإدارة». وعندما يتم استخدامها للتعبير عن المخاوف حول ظروف العمل غير الآمنة والتي لا تُحتمل، تبدو هذه الإستراتيجية إستراتيجية بنّاءة. ومع ذلك، تبدو هذه الإستراتيجية هدامة عندما يرى المديرون التهديد على أنه «عدائي ومجرد من المبادئ».

## تشجيع المعارضة في مكان العمل
هناك بعض «الحيل» التي يمكن أن يستخدمها المديرون لتطوير اتجاهات موظفيهم ومعرفتهم ومهاراتهم اللازمة لتعزيز المعارضة البنّاءة.

### تغيير التركيز على اتخاذ القرار
ينبغي أن يركز المديرون على «كيف ينبغي علي اتخاذ القرار» بدلاً من «ما القرار الذي ينبغي علي اتخاذه». وفي النهاية، إذا قاموا بتنفيذ الخطوات التالية، فسيكون القرار الذي ينبغي على المدير اتخاذه واضحًا.

### تشجيع الصراع البنّاء
يحتاج المديرون إلى ضمان أن الصراع لا يزال بنّاءً. وهذا يعني أنه يجب أن يحفز الخلاف والمناظرة المبنيان على المهام أثناء محاولة تقليل الصراع في العلاقات بين الأشخاص. ويدعي إيليرمان (2006) أن الطريقة التي يتم بها التعامل مع الصراع ستحدد ما إذا ستكون النتيجة بنّاءة أم هدامة. ووفقًا لروبرتو (2005) يمكن أن يخلق المديرون صراعًا بنّاءً من خلال اتخاذ خطوات ملموسة قبل عملية اتخاذ القرار الحاسم وأثناءها وبعدها.

### تأسيس قواعد أساسية
قبل أن تبدأ هذه العملية، يمكن أن يقوم المديرون بتأسيس قواعد أساسية عن كيف ينبغي أن يتعامل الناس خلال المداولات وتوضيح الدور الذي سيلعبه كل فرد في المناقشات وبناء الاحترام المتبادل. كما يمكن أن يساعد طلب الأفراد لعب أدوار أو أو يصبحوا محامي الشيطان في وقت مبكر، في تقليل الصراع العاطفي بينما يقوم أيضًا بتحفيز الصراع البنّاء (روبرتو، 2005). ويدعي ميسي ونيل (1995) أنه منذ اعتبار دور محامي الشيطان دورًا لتقديم الحجج المضادة المقنعة ولتحدي الموقف الرئيسي، تكمن فائدته في حقيقة أنه يبني تلقائيًا الصراع في عملية اتخاذ القرار.

### التدخل عند الضرورة
خلال المداولات، يمكن للمديرين التدخل عندما تحتدم المناظرات. ويمكن أن يقوموا بإعادة توجيه انتباه الناس وحصر النقاش في ضوء مختلف، وإعادة وصف الأفكار والبيانات بطرق جديدة وذلك لتعزيز الفهم وإحداث فروع جديدة للـمناقشة أو يقوموا بإعادة النظر في الأفكار على أمل إيجاد أرضية مشتركة (روبرتو، 2005). ويشرح دويتش وكولمان (2000) أن إعادة الصياغة تسمح للأطراف المتنازعة أن يروا أنفسهم على أنهم متضافرين، وفي الوقت نفسه يقومون بصنع أجواء إيجابية توصّل للـإبداع وأجواء تزيد من وجود الحلول المحتملة المتاحة.

### الانعكاس على العملية
بعد انتهاء عملية اتخاذ القرار، ينبغي أن يفكر المديرون في انعكاسات العملية ويحاولون استخلاص الدروس المستفادة بشأن كيفية إدارة الصراع بشكل بنّاء. ولأن الانعكاسات يمكن أن تؤدي إلى رؤية جديدة، يجب أن يأخذ الأفراد الوقت لتقييم التجربة بشكل نقدي. كما يجب عليهم معالجة وإصلاح أي جرح للمشاعر والعلاقات المتضررة التي قد لا تكون واضحة أثناء العملية نفسها. وإذا لم يتم إصلاح هذه العلاقات، فيمكن أن تُفقد الثقة وهو ما يمكن أن يؤثر سلبًا على جهود التعاون المقبل. وبالإضافة إلى ذلك، ينبغي على المديرين الاحتفال بإدارة الصراع إدارة بناءة ومساعدة الآخرين في تذكّر نجاح العملية (روبرتو، 2005).

### تهيئة مناخ داعم
يؤكد بنيس (2004) أنه يجب على مديري الشركات إعطاء وعد لموظفيهم أنهم لن يقوموا أبدًا بـتقليل قيمتهم أو معاقبتهم لأنهم يعبرون عن معارضتهم. في كثير من الأحيان في الماضي، كانت المنظمات تهمش أو تفصل من الخدمة أي موظف يعبر عن رأيه المعارض. وبالإضافة إلى ذلك، يجب أن يقوم المديرون بمكافأة المعارضين ومعاقبة متجنبي الصراع. وأي شخص يقوم بوضوح بمنع رأي معارض ليس إلا لعرقلة تنفيذه، فينبغي أن يتحمل المسؤولية في وقت لاحق.
عندما يقوم المديرون بتهيئة مناخ من الانفتاح، فهم يجعلون الصراع البنّاء عادة في المنظمة ويطورون السلوكيات التي يمكن أن تستمر على مر الزمن. وقد وجد بحث كاسينج (2000) أنه عندما يؤكد المديرون على حرية التعبير في مكان العمل، يعبر الموظفون علنًا وبوضوح عن معارضة الجماهير المسؤولة عن «التكيف التنظيمي». ومع ذلك، حتى يضمن القادة هذا النوع من الاستدامة، فهم لا يحتاجون فقط إلى تغيير طريقتهم في اتخاذ القرار، ولكن يجب عليهم وضع خطة للمديرين الذين يتعاملون مع عملية اتخاذ القرار بشكل مختلف (روبرتو، 2005).

## الحالات التي قد تقوض جهود المدير
حتى لو أخذ المدير جميع الخطوات المُشار إليها أعلاه، يجب أن يكون على بينة بأربع حالات يمكنها أن تقوض جهوده (روبرتو، 2005).

### مزاحمة وقت الاستجابة
يجب على المديرين تجنب مزاحمة فرص الرد أو مناقشة السياسات. لأن إثقال جدول الأعمال يمكن أن يقلل من كمية الوقت المتوفر للفرد للتعبير عن وجهة نظره.

### تعيين محامي الشيطان نفسه في كل مرة
إن توظيف نفس الشخص كـمحامي الشيطان يمكن أن يقود إلى رأي مفاده أنه «طقوس.فارغة». ويُنظر إليه على أنه يحدث لأسباب إجرائية بدلاً من البحث عن آراء معارضة.

### السماح بالكثير من الوقت للمجموعات الفرعية
لا ينبغي أن يسمح المديرون للـمجموعات الجزئية الموظفة بالكثير من الوقت قبل توحدها معًا كـمجموعة. ويمكن أن يؤدي القيام بذلك إلى أن يصبح الموظفون منجذبين نحو الحجاج ونتيجة لذلك، قد لا يكونون منفتحين لتقبل أفكار أخرى.

### التركيز على البيانات النوعية
ينبغي أن يتجنب المديرون التركيز على البيانات النوعية. وقد يصبح الموظفون أكثر تركيزًا على البيانات من المشكلة الحقيقية.

## الإبلاغ عن المخالفات
إن الإبلاغ عن المخالفات هو مجموعة جزئية من المعارضة. وهو يتضمن التعبير عن المعارضة لجهات خارجية مثل وسائل الإعلام والسبل السياسية التي لديها القدرة على اتخاذ إجراءات تصحيحية. ويعتقد كاسينج (2000) أن عملية الإبلاغ عن المخالفات تبدأ في علاقة الرئيس والمرؤوس. وإذا كانت الاستجابة العليا لجهد الموظف في المعارضة استجابة سلبية، فقد يؤدي ذلك إلى بحث الموظف عن سبل أخرى للمعارضة. وفي الواقع، تشير الأدلة إلى أن الملاذ الأخير الذي يلجأ إليه المعارضون في النهاية هو نشر حكاياتهم للجمهور (بنيس، 2004؛ كاسينج، 2000).
غالبًا ما يكون المبلغون عن المخالفات موظفين ذوي أداء عال وهم الذين يعتقدون أنهم يقومون بعملهم (مارتن، 2005). وهم لا يريدون إلا جذب انتباه الناس لمشكلة يحتمل أن تكون ضارة أو غير أخلاقية. وعلى الرغم من هذا، يُنظر إلى المبلغين عن المخالفات سلبًا ويعانون من عواقب وخيمة. وغالبًا ما يكونون منبوذين ويتعرضون للمضايقات ويهاجمهم رؤساؤهم وزملاؤهم في العمل. كما أنهم يواجهون [الفصل من الخدمة وخسائر مالية والكرب وانهيار العلاقات ومشاكل صحية. والأسوأ من ذلك، يبدو القليل من المبلغين عن المخالفات هم من يحدثون تغييرًا. وتبدو المنظمة في أنها تضع جميع جهودها في تدمير المبلغ عن المخالفات بينما تتجاهل المشكلة الأصلية. وستتخذ المنظمة تدابير كبيرة لـتغطية المشكلة وتقليل قيمة الهدف وإعادة تفسير الأحداث وترهيب و/أو رشوة المبلغين عن المخالفات (مارتن، 2005).
تحتاج المنظمات إلى إدراك أن المعارضة الداخلية ليست هي نفسها الأزمة، ولكنها تأمين لا يقدر بثمن ضد الكوارث. وحتى تظهر العناوين القبيحة ولا يمكن تجنب العواقب، تنسى الشركات في كثير من الأحيان أنها ستعاني أكثر بكثير لتجاهل معارضيهم الذين لديهم مبادئ أكثر من منحهم الفرصة لسماعهم (بنيس، 2004).

## وصلات خارجية
- Conflict Management Articles – A Collection of Conflict Management Articles
- Organization Development Institute
- The Organization Development Network
- Society of Human Resources Management